# Céline Cousteau
Céline S. Cousteau (* 6. Juni 1972) ist eine Sozial- und Umweltaktivistin. Sie ist bekannt für ihre Arbeit als Dokumentarfilmregisseurin, Produzentin, Entdeckerin, Künstlerin, Rednerin, Markenbotschafterin und Designerin und ist häufig Diskussionsteilnehmerin bei den Vereinten Nationen in New York. Sie ist Gründerin und Direktorin von CauseCentric Productions und Mitbegründerin und Vorstandsvorsitzende der Outdoor Film Fellowship.
Sie ist die Tochter des Meeresforschers und Filmemachers Jean-Michel Cousteau und die Enkelin von Jacques Cousteau.

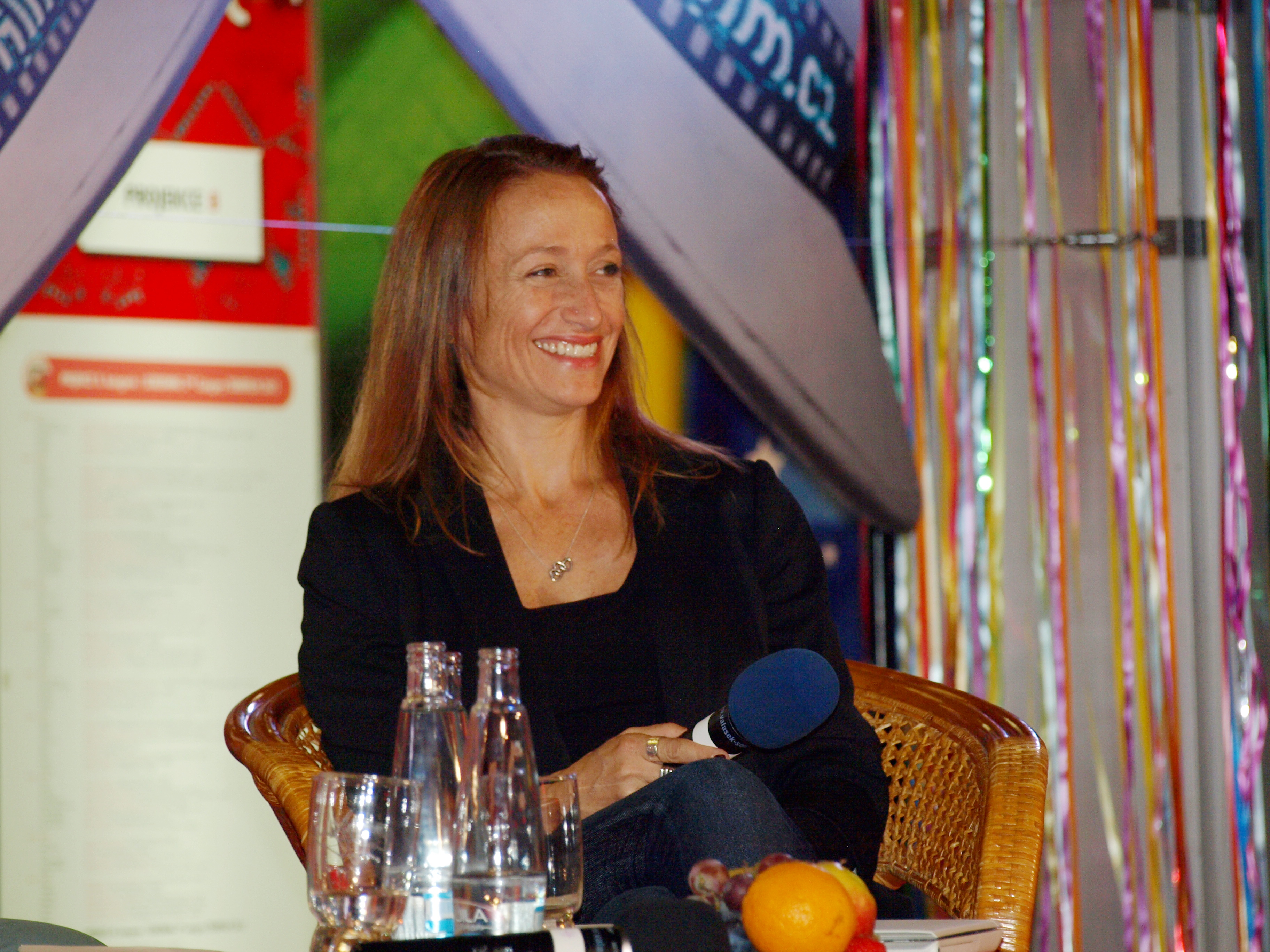
Céline Cousteau 2013

## Leben
Cousteau ist die dritte Generation der Entdeckerfamilie Cousteau. Sie wurde in Kalifornien als Tochter von Jean-Michel Cousteau, einem Dokumentarfilmer und Umweltaktivisten, und Anne-Marie Cousteau, einer Expeditionsfotografin, geboren. Sie ist die Schwester von Fabien Cousteau, einem Meeresforscher und Hai-Lobbyisten, und Enkelin des Pionier-Meeresforschers Jacques Cousteau. Sie wuchs in den Häusern ihrer Familien in Frankreich und den Vereinigten Staaten von Amerika auf.
Cousteau verbrachte einen Großteil ihrer Jugend mit ihrer Familie an Bord des Forschungsschiffs ihres Großvaters, der RV Calypso. Eine ihrer ersten großen Expeditionen an Bord war im Alter von neun Jahren, als sie zusammen mit ihrem Vater und Großvater zum Amazonas reiste. Dort verbrachten sie 18 Monate damit, durch die Küsten- und Dschungelgewässer in Gebieten zu navigieren, die der Außenwelt noch weitgehend unbekannt waren. Diese Erkundung beinhaltete auch Begegnungen mit abgelegenen und erstmals kontaktierten Stämmen. Durch diese Erfahrung begann Cousteau, etwas über die Vernetzung nicht nur der Umwelt, sondern auch der Menschheit zu lernen. Sie hat ihr Leben damit verbracht, den menschlichen „Stamm“ und die Beziehungen zwischen Individuen, Gemeinschaften und Ökosystemen zu verstehen. Dies war die Inspiration für ihre Filme, Kunstwerke und ihren Aktivismus.
Sie hat einen Sohn mit ihrem Partner Çapkin van Alphen, einem australischen Kameramann.

## Ausbildung
Cousteau besuchte die Norfolk Academy in Virginia und die United Nations International School in New York City und machte 1994 ihren Abschluss am Skidmore College, wo sie Psychologie als Hauptfach und Studiokunst als Nebenfach studierte. Ihren Masterabschluss in Internationalem und Interkulturellem Management erhielt sie von der School for International Training.

## Karriere
Cousteau ist Gründerin und CEO von CauseCentric Productions. CauseCentric Productions produziert und vertreibt Multimedia-Inhalte mit Schwerpunkt auf Kurzfilmen, um die Stimmen und Geschichten lösungsorientierter Basisorganisationen und Einzelpersonen, die sich mit Umwelt- und soziokulturellen Themen befassen, zu verstärken und zu kommunizieren. Sie ist außerdem Gründerin des Outdoor Film Fellowship, ehemals Céline Cousteau Film Fellowship, einem Filmstipendienprogramm, das junge Filmemacher, Kreative und Aktivisten in die Lage versetzt, durch Geschichtenerzählen Veränderungen anzustoßen.
Zuletzt veröffentlichte Cousteau 2019 ihren ersten Dokumentarfilm Tribes on Edge. Der Film war das Ergebnis ihrer Rückkehr in den Amazonas im Jahr 2011, wo sie sich auf die Suche nach den indigenen Stämmen machte, die sie zum ersten Mal mit ihrem Großvater an Bord der Calypso kontaktierte. Dort verbrachte sie Zeit mit Stämmen des Vale do Javari, dem brasilianischen Amazonasgebiet, dessen Existenz inzwischen durch die moderne Welt bedroht ist.

## Kunst
Von 2006 bis 2020 war Cousteau u. a. als Moderatorin, Produzentin und Regisseurin an verschiedenen Filmproduktionen, darunter Kurzfilme und Miniserien, beteiligt.

## Mode
- Frühling/Sommer 2016 - Ocean Mysteries Collection, Gast-Designer für Swarovski[11]
- Herbst/Winter 2016 - Tribute to Tribe Collection, Gast-Designer für Swarovski[12][13]
- Herbst 2017 - Regenerating the Reef Couture Collection, Associate Designer für Deborah Milner[14]